# Vojtěch Plát
Vojtěch Plát (* 23. ledna 1994 Rychnov nad Kněžnou) je český šachista, patřící mezi nejlepší hráče v ČR. Nejvyššího ratingu dosáhl v prosinci roku 2019, kdy byl klasifikován s elem 2589 jako třetí nejlepší šachista ČR po Davidu Navarovi a Viktoru Lázničkovi. Vojtěch Plát je mnohonásobný mistr České republiky v mládežnických a juniorských kategoriích a dvojnásobný mistr ČR dospělých (2016, 2021) a taktéž několikanásobný mistr ČR v rapid a bleskovém šachu.

## Šachová kariéra
Šachy začal hrát v 6 letech v Moravské Třebové se svým dědou, který byl svého času okresním přeborníkem. Již v roce 2003 vyhrál v 9 letech jako jeden z posledních nasazených mistrovství České republiky v rapid šachu do 10 let. V 9 letech po přestěhování do Prostějova si Pláta všiml trenér Vratislav Hora (1928–2008), který vychoval například velmistry Zbyňka Hráčka, Vlastimila Babulu, Karla Mokrého a další silné hráče. Po Horově smrti se vzdělával šachově víceméně sám, kdy mu byl velkou oporou jeho otec Miroslav. Zhruba v 18 letech začala spolupráce s velmistrem Vlastimilem Jansou, která přetrvává doteď.[kdy?] V juniorských kategoriích vybojoval několik medailí z evropských šampionátů (1. místo v EU, kategorie H10, 2004 Mureck, 2. místo na ME, kategorie H12, 2006 Herceg Novi). Ve 14 letech měl splněné všechny normy mezinárodního mistra, který mu byl zkraje roku 2009 potvrzen. Velmistrem se stal v roce 2017, tedy ve věku 24 let.
V roce 2016 vyhrál své první mistrovství ČR dospělých v Ostravě. Ačkoliv byl po 5. kole okolo 20. místa, drtivým závěrem 4/4 se mu povedlo získat samostatné první místo a zároveň tímto výsledkem splnil i první velmistrovskou normu. Ve stejnou dobu se mu povedlo dosáhnout i svého nejvyššího ratingu v bleskovém šachu, kdy byl s hodnotou 2691 klasifikován v první stovce na světě.
Díky vítězství na MČR byl nominován do reprezentačního družstva na 42. Šachovou Olympiádu v Baku. Plát jako náhradník nezklamal, když neprohrál ani jednu ze sedmi partií, uhrál 4,5/7 a jeho performance bylo 2651.
V roce 2017, již jako velmistr, opět reprezentoval ČR, tentokrát na Mistrovství Evropy družstev. S totožným výsledkem jako na Olympiádě byl Vojtěch opět jedním z nejlepších českých hráčů.
V roce 2021 se zúčastnil Světového poháru FIDE v ruském Soči, ve kterém v prvním kole vyřadil kubánského velmistra Carlose Albornoza Cabreru, ale ve druhém kole již nestačil na jednoho z nejlepších ruských velmistrů Nikitu Vitiugova.
Po druhém vítězství na MČR ve Zlíně v roce 2021 opětovně reprezentoval ČR na ME družstev ve Slovinsku, kde se mu však s výsledkem 2/5 tolik nedařilo.
Mezi největší úspěchy z open turnajů patří vítězství slušně obsazeného turnaje v řecké Kavale v roce 2018, kde se Plátovi povedlo tento open vyhrát i v roce 2019. To se prozatím v dlouholeté historii tohoto turnaje nikomu jinému nepodařilo.
V sezoně 2018/2019 se povedlo s klubem Lysá nad Labem narušit dlouholetou nadvládu Nového Boru v nejvyšší české soutěži a vyhrát ligový titul. Plát byl velmi důležitým článkem družstva, kdy se výkonem 8/11 bez prohry velmi významně podepsal pod senzační titul Lysé nad Labem.
V rychlejším šachu je 3x mistr ČR v rapid šachu (2015, 2017, 2022) a 3x mistr ČR v bleskovém šachu (2012, 2015, 2022). Obzvlášť cenné je vítězství v bleskovém šachu z roku 2012, kdy bylo Plátovi teprve 18 let a povedlo se mu v semifinále vyřadit českou jedničku Davida Navaru a poté ve finále porazit českou dvojku Viktora Lázničku.
Zúčastnil se taktéž několikrát ME v rapidu a blesku. Jeho nejlepším výsledkem je 11. místo v bleskovém šachu z Katowic 2021, kde mu o pouhého půl bodu utekla medaile.

## Největší úspěchy
- Mnohonásobný mistr ČR v mládežnických a juniorských kategoriích
- 2x mistr ČR v praktickém šachu
- 4,5 bodu ze 7 partií na 42. šachové olympiádě v Baku v roce 2016
- Účast na Světovém poháru v roce 2021
- 4 body ze 6 partií na Evropském klubovém poháru v Černé Hoře v roce 2019 s performance 2708[11]

## Kontroverze
Vojtěch Plát byl několikrát zapojen do kontroverzí ohledně etického chování. V roce 2020 byl potrestán disciplinární komisí Šachového svazu ČR za údajné domlouvání výsledku partie přes Facebook a byl mu udělen trest zastavení závodní činnosti v délce tří měsíců s podmínečným odkladem na devět měsíců a trestem zákazu reprezentace v délce devíti měsíců.
V roce 2021 byl Plát na roky 2022 a 2023 vyloučen z české reprezentace..

## Život

### Vzdělání
Na střední školu chodil na Reálné gymnázium v Prostějově.

### Vystoupení v médiích
V roce 2007 byl hostem talk show Uvolněte se, prosím.